# Religionspsykologi
Inom religionspsykologin undersöks människans behov av en tro på en högre makt, religioners ritualer och deras syften. Vetenskapen undersöker även mystiken i religionen – hur vissa människor tycks kunna falla i trans. Religionspsykologin kan sammanfattas som en fråga om vad religionen gör för människan, och varför. Begreppet lanserades av E.D. Starbuck i boken The Psychology of Religion 1899, men ämnet etablerades efter att William James givit ut sin Varieties of Religious Experiences 1902. Forskning inom området hade dock förekommit tidigare bland teologer. Den amerikanske neurologen Andrew B. Newberg kallar delar av sin forskning ”neuroteologi”, eftersom den är inriktad på fysiologiska effekter mer än mentala eller andliga upplevelser.